# Fuyutsuki
Le Fuyutsuki (冬月) était un destroyer de classe Akizuki en service dans la Marine impériale japonaise pendant la Seconde Guerre mondiale.

## Historique
Le Fuyutsuki est achevé le 25 mai 1944 à l'arsenal naval de Maizuru puis est affecté à la 11e escadre de destroyers de la Flotte Combinée.
Le 24 juin, il navigue vers Yokosuka en compagnie de deux navire de débarquements. Le 25 juin, il accompagne l'escadron de transport I-Gō. Le 29 juin, il est déployé à Chichi-jima avec le croiseur Nagara et le destroyer Matsu (en). Le groupe retourne à Yokosuka le 3 juillet.
Le 11 juillet, il navigue à Tokuyama avec le destroyer Kiyoshimo. Le 14 juillet, il rejoint l'escadron de transport Ro-Gō jusqu'à la baie de Nakagusuku. Le lendemain, il est affecté à la 41e division de destroyers (10e division) de la 3e flotte, avec le destroyer Shimotsuki. Le Fuyutsuki retourne à Kure le 26 juillet.
Le 12 octobre, alors qu'il escortait le croiseur léger Ōyodo de Yokosuka jusqu'en mer intérieure de Seto, il est torpillé par le sous-marin USS Trepang. Il retourne à Kure où il est réparé.
Le 31 janvier 1945, il s'échoue sur un banc de sable près d'Ōita au cours d'une mission de formation en mer Intérieure.
Le Fuyutsuki participe à la dernière mission du cuirassé Yamato' (6-7 avril 1945). Lors de la mission, il saborde le destroyer Kasumi après avoir secouru son équipage. Il est l'un des rares survivants de la bataille, bien que légèrement endommagé par des roquettes 127 mm et des bombes. Ses pertes s'élèvent à 12 morts et 12 blessés.
Le 20 aout 1945, le Fuyutsuki touche une mine à Moji (Kyûshû) et est gravement endommagé à sa poupe. Il est réparé puis désarmé, avant d'être désarmé puis converti en brise-lames en mai 1948, à Wakamatsu-ku avec les destroyers Suzutsuki et Yanagi en 1948.

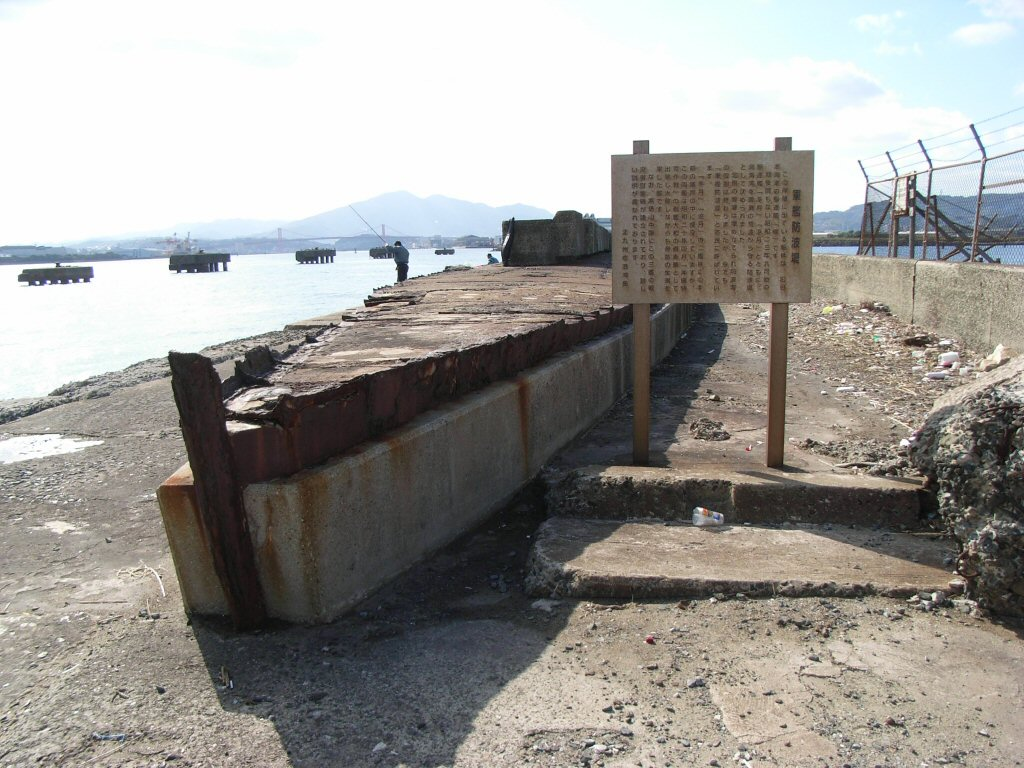
Coque du Yanagi, avec un panneau décrivant l'histoire du brise-lames, avec Suzutsuki et Fuyutsuki enterrés en dessous.